# Colombo
Colombo (/kəˈlʌmboʊ/; tiếng Sinhala: කොළඹ, đã Latinh hoá: Kolamba, phát âm tiếng Sinhala: [ˈkəlɐmbɞ]; tiếng Tamil: கொழும்பு, đã Latinh hoá: Koḻumpu, phát âm tiếng Tamil: [koɻumbu]) là thành phố lớn nhất và là thủ đô thương mại của Sri Lanka, tọa lạc bên bờ tây và gần với thủ đô hành chính ngày nay là Sri Jayawardenepura Kotte. Diện tích: 37,31 km², dân số năm 2001 là 642.163 người, theo Viện Brookings, vùng đô thị Colombo có dân số  và 752.993 người trong nội ô thành phố. Đây là trung tâm tài chính của hòn đảo và một điểm đến du lịch phổ biến. Nó nằm ở bờ biển phía tây của hòn đảo và gần với Sri Jayawardenepura Kotte, thủ đô lập pháp của Sri Lanka. Colombo thường được gọi là thủ đô kể từ khi Sri Jayawardenepura Kotte nằm trong khu vực thành thị, và một thành phố vệ tinh, Colombo. Đây cũng là thủ phủ hành chính của tỉnh Tây, Sri Lanka và thủ phủ của quận Colombo. Colombo là một nơi bận rộn và sôi động với một hỗn hợp của cuộc sống hiện đại và các tòa nhà và di tích thuộc địa. Đây là thủ đô lập pháp của Sri Lanka cho đến năm 1982.
Do có bến cảng lớn và vị trí chiến lược dọc theo các tuyến thương mại biển Đông-Tây, Colombo đã được các thương nhân cổ đại biết đến từ 2.000 năm trước. Nó đã được chọn làm thủ đô của hòn đảo này khi Sri Lanka được nhượng cho Đế quốc Anh vào năm 1815, và tư cách thủ đô duy trì khi quốc gia này trở thành độc lập vào năm 1948. Năm 1978, khi các chức năng hành chính được chuyển đến Sri Jayawardenepura Kotte, Colombo được chỉ định làm thủ đô thương mại của Sri Lanka.
Giống như nhiều thành phố khác, khu vực nội đô của Colombo trải dài vượt quá biên giới hành chính của mình - đó là Vùng đô thị Đại Colombo.
Giống như nhiều thành phố khác, khu vực đô thị của Colombo trải rộng vượt ra ngoài ranh giới của một cơ quan địa phương duy nhất, bao gồm các hội đồng thành phố và đô thị khác như Hội đồng thành phố Sri Jayawardenepura Kotte, Hội đồng thành phố Dehiwala Mount Lavinia, Hội đồng đô thị Kolonnawa, Hội đồng thành phố Kaduwela và Kotikawatte Mulleriyawa Pradeshiya Sabha. Thành phố chính là nơi có đa số các văn phòng công ty, nhà hàng và địa điểm giải trí của Sri Lanka. Các địa danh nổi tiếng ở Colombo bao gồm Galle Face Green, Công viên Viharamahadevi, Hồ Beira, Trường đua Colombo, Cung thiên văn, Đại học Colombo, Bãi biển Mount Lavinia, Nhà hát Nelum Pokuna, Tháp Hoa Sen Colombo (đang được xây dựng) cũng như Bảo tàng Quốc gia.

## Lịch sử
Khi Colombo sở hữu một bến cảng tự nhiên, nó được biết đến với những thương gia Ấn Độ, Hy Lạp, Ba Tư, La Mã, Ả Rập, và Trung Hoa thương nhân hơn 2.000 năm trước.  Vị khách lữ hành Ibn Battuta đã đến thăm hòn đảo vào thế kỷ 14, gọi nó là Kalanpu. Người Ả Rập, có lợi ích chính là buôn bán, bắt đầu định cư ở Colombo vào khoảng thế kỷ thứ 8 sau Công nguyên chủ yếu là vì cảng đã giúp họ kinh doanh bằng cách kiểm soát phần lớn thương mại giữa các vương quốc Sinhalese và thế giới bên ngoài. Con cháu của họ hiện bao gồm cộng đồng Sri Lankan Moor.

### Thời đại Bồ Đào Nha
Các nhà thám hiểm Bồ Đào Nha do Dom Lourenço de Almeida lần đầu tiên đến Sri Lanka vào năm 1505. Trong chuyến thăm đầu tiên, họ đã thực hiện một hiệp ước với Vua của Kotte, Parakramabahu VIII (1484 trừ1518), cho phép họ buôn bán cây quế trên đảo, nằm dọc theo các khu vực ven biển của hòn đảo, bao gồm cả ở Colombo. Là một phần của hiệp ước, người Bồ Đào Nha được trao toàn quyền đối với đường bờ biển để đổi lấy lời hứa bảo vệ bờ biển chống lại quân xâm lược. Họ được phép thành lập bài giao dịch tại Colombo. Tuy nhiên, trong một thời gian ngắn, họ đã trục xuất cư dân Muslim ở Colombo và bắt đầu xây dựng một pháo đài năm 1517.
Người Bồ Đào Nha sớm nhận ra rằng việc kiểm soát Sri Lanka là cần thiết để bảo vệ các cơ sở ven biển của họ ở Ấn Độ và họ bắt đầu thao túng những người cai trị vương quốc Kotte để giành quyền kiểm soát khu vực. Sau khi khéo léo khai thác sự ganh đua trong hoàng tộc, họ nắm quyền kiểm soát một khu vực rộng lớn của vương quốc và vua Sinhalese Mayadunne đã thành lập một vương quốc mới tại Sitawaka, một lãnh địa của vương quốc Kotte. Chẳng bao lâu, ông sáp nhập phần lớn vương quốc Kotte và buộc người Bồ Đào Nha phải rút lui về Colombo, nơi bị Mayadunne và các vị vua sau này của Sitawaka bao vây, buộc họ phải tìm cách củng cố từ căn cứ chính của họ ở Goa, Ấn Độ. Sau sự sụp đổ của vương quốc vào năm 1593, người Bồ Đào Nha đã có thể thiết lập quyền kiểm soát hoàn toàn đối với khu vực ven biển, với thủ đô là thủ đô của họ.
Phần này của Colombo vẫn được gọi là Pháo đài và là nơi đặt dinh tổng thống và phần lớn các khách sạn năm sao của thành phố Colombo. Khu vực ngay bên ngoài Fort được gọi là Pettah (tiếng Sinhala: පිට කොටුව piṭa koṭuva, "pháo đài bên ngoài") và là một trung tâm thương mại.

### Thời kỳ Hà Lan

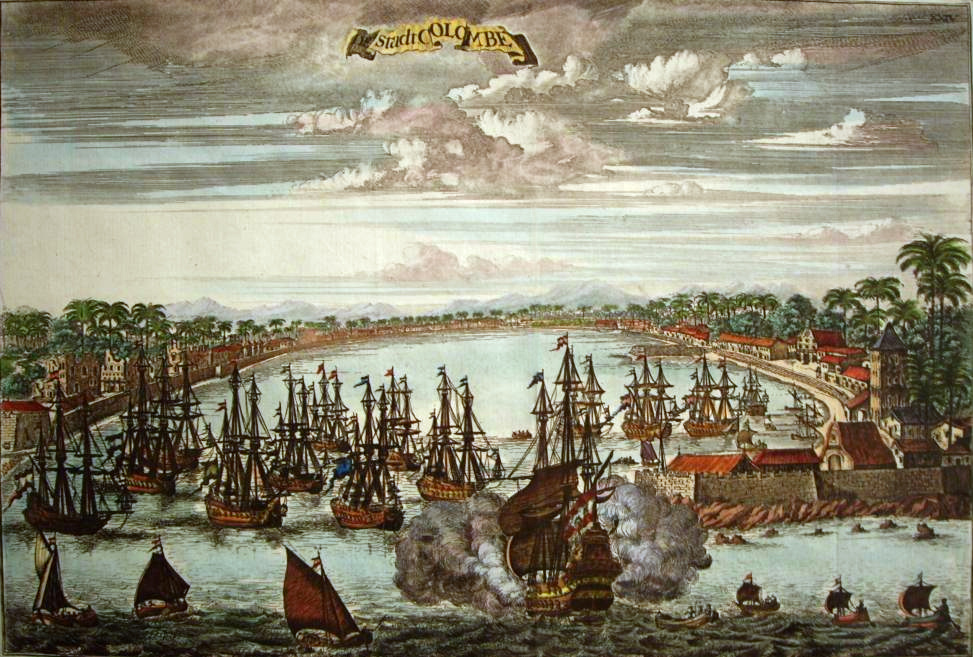
Hà Lan khắc chữ Colombo vào khoảng năm 1680

Năm 1638, Hà Lan đã ký một hiệp ước với vua Rajasinha II của Kandy, điều này bảo đảm cho nhà vua hỗ trợ trong cuộc chiến chống lại người Bồ Đào Nha để đổi lấy sự độc quyền đối với hàng hóa thương mại lớn của hòn đảo. Người Bồ Đào Nha chống lại người Hà Lan và Kandyans nhưng dần dần bị đánh bại trong thành trì của họ bắt đầu vào năm 1639. Người Hà Lan chiếm được Colombo năm 1656 sau một cuộc bao vây hoành tráng, vào cuối năm đó, chỉ có 93 người Bồ Đào Nha sống sót được đưa ra hành vi an toàn ra khỏi pháo đài. Mặc dù người Hà Lan (ví dụ, Rijcklof van Goens) ban đầu đã khôi phục lại khu vực bị bắt trở lại cho các vị vua Sinha, sau đó họ đã từ chối chuyển chúng và giành quyền kiểm soát các vùng đất quế giàu nhất của hòn đảo, bao gồm cả thủ đô Colombo các tỉnh hàng hải Hà Lan dưới sự kiểm soát của Công ty Đông Ấn Hà Lan cho đến năm 1796.

### Thời kỳ thuộc Anh

Khung cảnh đường phố Colombo vào đầu thế kỷ 20 với một xe điện mặt đất và Tòa thị chính cũ trong nền

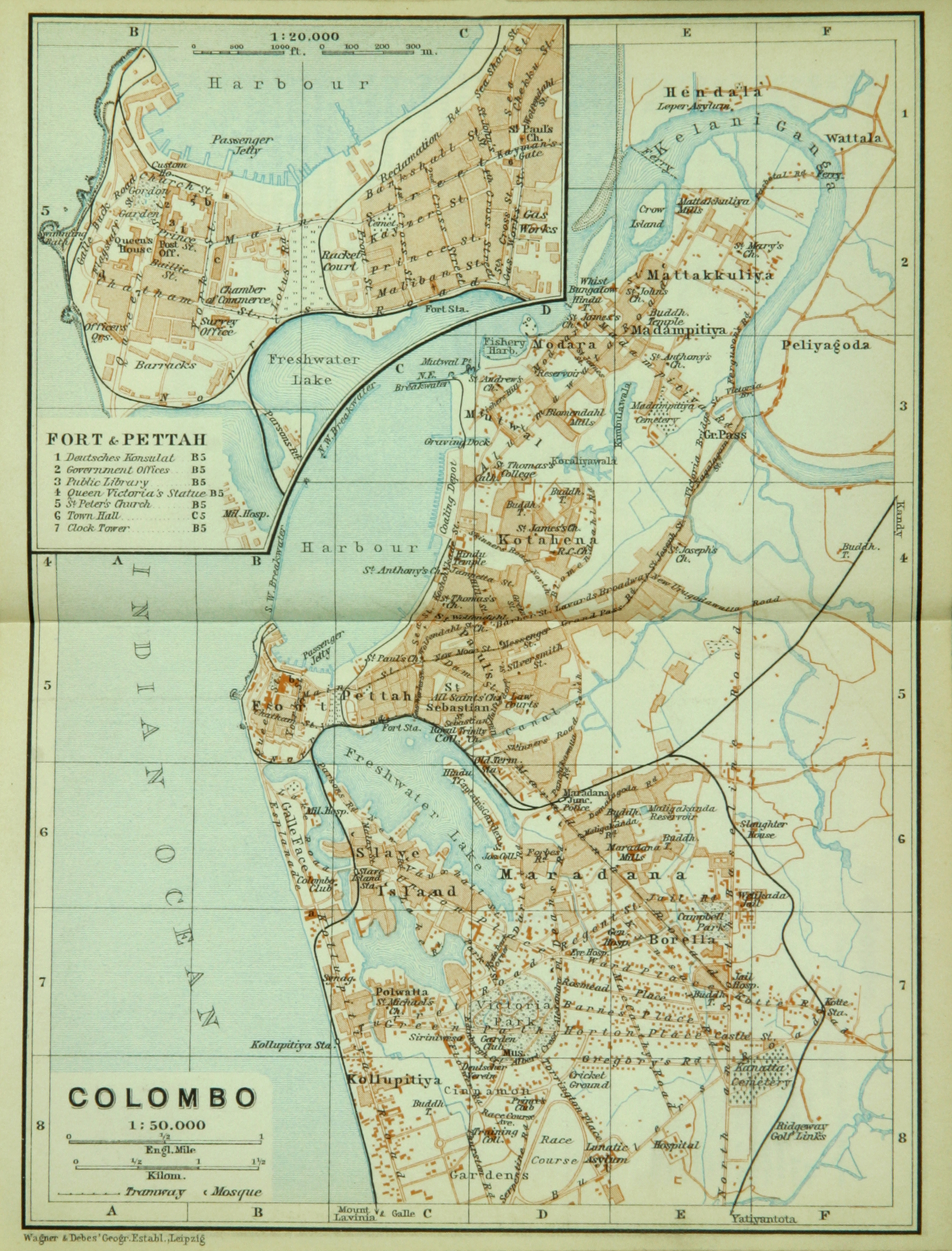
Bản đồ của Colombo, khoảng năm 1914

Mặc dù người Anh đã chiếm được Colombo vào năm 1796, nhưng nó vẫn là một tiền đồn quân đội Anh cho đến khi Vương quốc Kandyan được nhượng lại cho họ vào năm 1815 và họ đã biến Colombo trở thành thủ đô của lãnh thổ hải ngoại của Ceylon Anh. Không giống như người Bồ Đào Nha và Hà Lan trước họ, nơi sử dụng chính của Colombo là một pháo đài quân sự, người Anh bắt đầu xây dựng những ngôi nhà và các công trình dân sự khác xung quanh pháo đài, tạo ra Thành phố Colombo hiện tại.
Ban đầu, họ đặt chính quyền của thành phố dưới một "Nhà sưu tập" và John Macdowell của Madras là người đầu tiên nắm giữ văn phòng. Sau đó, vào năm 1833, Đại lý chính phủ của tỉnh Tây đã được giao trách nhiệm quản lý thành phố. Hàng thế kỷ cai trị thuộc địa có nghĩa là sự suy giảm của chính quyền bản địa ở Colombo, và vào năm 1865, người Anh đã hình thành một Hội đồng thành phố như một phương tiện đào tạo người dân địa phương trong tự quản. Hội đồng lập pháp của Ceylon đã thành lập Hội đồng thành phố Colombo năm 1865 và Hội đồng đã họp lần đầu tiên vào ngày 16 tháng 1 năm 1866. Vào thời điểm đó, dân số của khu vực này vào khoảng 80.000.
Trong thời gian họ kiểm soát thành phố Colombo, người Anh chịu triển khai phần lớn kế hoạch của thành phố hiện tại. Ở một số khu vực của thành phố xe điện đường ray xe hơi và sàn đá granit được đặt trong thời đại vẫn còn nhìn thấy cho đến ngày nay.

### Sau độc lập

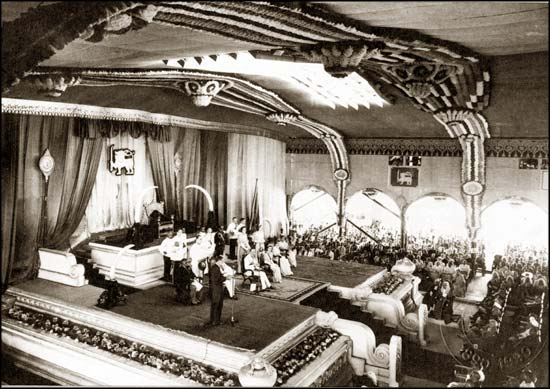
Buổi lễ chính thức đánh dấu sự khởi đầu của sự tự trị tại Quảng trường Độc lập.

Thời đại chủ nghĩa thực dân này kết thúc một cách hòa bình vào năm 1948 khi Ceylon giành được độc lập từ Anh. Do tác động to lớn này gây ra cho cư dân thành phố và toàn quốc, những thay đổi dẫn đến kết thúc thời kỳ thuộc địa là rất quyết liệt. Toàn bộ nền văn hóa mới đã bén rễ. Những thay đổi về luật pháp và phong tục, phong cách quần áo, tôn giáo và tên riêng là kết quả quan trọng của thời kỳ thuộc địa. Những thay đổi văn hóa này được theo sau bởi việc tăng cường nền kinh tế của hòn đảo. Thậm chí ngày nay, ảnh hưởng của người Bồ Đào Nha, Hà Lan và Anh có thể thấy rõ trong kiến trúc, tên, quần áo, thực phẩm, ngôn ngữ và thái độ của Colombo. Các tòa nhà từ cả ba thời đại đều như những lời nhắc nhở về quá khứ đầy biến động của thành phố Colombo. Thành phố và người dân thể hiện sự pha trộn thú vị giữa quần áo và lối sống châu Âu cùng với phong tục địa phươngs.
Trong lịch sử, Colombo đã đề cập đến khu vực xung quanh  Pháo đài  và 'Chợ Pettah' 'nổi tiếng với sự đa dạng của các sản phẩm cũng như Khan Tháp đồng hồ, một mốc địa phương. Hiện tại, nó đề cập đến giới hạn thành phố của Hội đồng thành phố Colombo. Thường xuyên hơn, tên được sử dụng cho vùng đô thị được gọi là Đại Colombo, bao gồm một số hội đồng thành phố bao gồm Kotte, Dehiwela và Colombo.
Mặc dù Colombo đã mất vị thế là thủ đô của Sri Lanka vào những năm 1980, nhưng nó vẫn tiếp tục là trung tâm thương mại của hòn đảo. Mặc dù thủ đô chính thức của Sri Lanka chuyển đến Sri Jayawardanapura Kotte liền kề, hầu hết các quốc gia vẫn duy trì phái đoàn ngoại giao của họ ở Colombo.

## Địa lý
Địa lý của Colombo là hỗn hợp của đất và nước. Thành phố có nhiều kênh rạch, và ở trung tâm của thành phố, hồ Beira dài 65 hecta (160 mẫu Anh). Hồ là một trong những địa danh nổi bật nhất của Colombo, và được sử dụng trong nhiều thế kỷ bởi các thực dân để bảo vệ thành phố. Nó vẫn là một sự thu hút phổ biến, tổ chức các cuộc chạy đua, và các sự kiện sân khấu trên bờ của nó. Biên giới Bắc và Đông-Bắc của thành phố Colombo được hình thành bởi sông Kelani, nơi gặp biển trong một phần của thành phố được gọi là Modera (madara ở Sinhala), có nghĩa là đồng bằng châu thổ sông.

## Khí hậu
Colombo có kiểu khí hậu nhiệt đới gió mùa (Am) theo của Phân loại khí hậu Köppen, chỉ dưới một khí hậu rừng mưa nhiệt đới (Af). Khí hậu của Colombo nóng quanh năm. Từ tháng 3 đến tháng 4 nhiệt độ cao trung bình vào khoảng 31 °C (87,8 °F). Sự thay đổi lớn duy nhất trong thời tiết Colombo xảy ra trong các mùa gió mùa từ tháng 4 đến tháng 6 và tháng 9 đến tháng 11, khi mưa lớn xảy ra. Colombo nhận thấy ít phạm vi nhiệt độ ban ngày tương đối, mặc dù điều này rõ ràng hơn trong những tháng mùa đông khô hơn, nơi nhiệt độ tối thiểu trung bình 22 °C (72 °F). Lượng mưa trong thành phố trung bình khoảng 2.500 milimét (98 in) một năm.
| Dữ liệu khí hậu của Colombo, Sri Lanka (1961–1990, extremes 1961–2012) | Dữ liệu khí hậu của Colombo, Sri Lanka (1961–1990, extremes 1961–2012) | Dữ liệu khí hậu của Colombo, Sri Lanka (1961–1990, extremes 1961–2012) | Dữ liệu khí hậu của Colombo, Sri Lanka (1961–1990, extremes 1961–2012) | Dữ liệu khí hậu của Colombo, Sri Lanka (1961–1990, extremes 1961–2012) | Dữ liệu khí hậu của Colombo, Sri Lanka (1961–1990, extremes 1961–2012) | Dữ liệu khí hậu của Colombo, Sri Lanka (1961–1990, extremes 1961–2012) | Dữ liệu khí hậu của Colombo, Sri Lanka (1961–1990, extremes 1961–2012) | Dữ liệu khí hậu của Colombo, Sri Lanka (1961–1990, extremes 1961–2012) | Dữ liệu khí hậu của Colombo, Sri Lanka (1961–1990, extremes 1961–2012) | Dữ liệu khí hậu của Colombo, Sri Lanka (1961–1990, extremes 1961–2012) | Dữ liệu khí hậu của Colombo, Sri Lanka (1961–1990, extremes 1961–2012) | Dữ liệu khí hậu của Colombo, Sri Lanka (1961–1990, extremes 1961–2012) | Dữ liệu khí hậu của Colombo, Sri Lanka (1961–1990, extremes 1961–2012) |
| Tháng                                                                  | 1                                                                      | 2                                                                      | 3                                                                      | 4                                                                      | 5                                                                      | 6                                                                      | 7                                                                      | 8                                                                      | 9                                                                      | 10                                                                     | 11                                                                     | 12                                                                     | Năm                                                                    |
| ---------------------------------------------------------------------- | ---------------------------------------------------------------------- | ---------------------------------------------------------------------- | ---------------------------------------------------------------------- | ---------------------------------------------------------------------- | ---------------------------------------------------------------------- | ---------------------------------------------------------------------- | ---------------------------------------------------------------------- | ---------------------------------------------------------------------- | ---------------------------------------------------------------------- | ---------------------------------------------------------------------- | ---------------------------------------------------------------------- | ---------------------------------------------------------------------- | ---------------------------------------------------------------------- |
| Cao kỉ lục °C (°F)                                                     | 35.2 (95.4)                                                            | 35.6 (96.1)                                                            | 36.1 (97.0)                                                            | 35.2 (95.4)                                                            | 33.2 (91.8)                                                            | 33.5 (92.3)                                                            | 32.2 (90.0)                                                            | 32.2 (90.0)                                                            | 32.5 (90.5)                                                            | 33.6 (92.5)                                                            | 34.0 (93.2)                                                            | 35.0 (95.0)                                                            | 36.1 (97.0)                                                            |
| Trung bình ngày tối đa °C (°F)                                         | 31.0 (87.8)                                                            | 31.2 (88.2)                                                            | 31.7 (89.1)                                                            | 31.8 (89.2)                                                            | 31.1 (88.0)                                                            | 30.4 (86.7)                                                            | 30.0 (86.0)                                                            | 30.0 (86.0)                                                            | 30.2 (86.4)                                                            | 30.0 (86.0)                                                            | 30.2 (86.4)                                                            | 30.4 (86.7)                                                            | 30.7 (87.3)                                                            |
| Trung bình ngày °C (°F)                                                | 26.6 (79.9)                                                            | 26.9 (80.4)                                                            | 27.7 (81.9)                                                            | 28.2 (82.8)                                                            | 28.3 (82.9)                                                            | 27.9 (82.2)                                                            | 27.6 (81.7)                                                            | 27.6 (81.7)                                                            | 27.5 (81.5)                                                            | 27.0 (80.6)                                                            | 26.7 (80.1)                                                            | 26.6 (79.9)                                                            | 27.4 (81.3)                                                            |
| Tối thiểu trung bình ngày °C (°F)                                      | 22.3 (72.1)                                                            | 22.7 (72.9)                                                            | 23.7 (74.7)                                                            | 24.6 (76.3)                                                            | 25.5 (77.9)                                                            | 25.5 (77.9)                                                            | 25.1 (77.2)                                                            | 25.1 (77.2)                                                            | 24.8 (76.6)                                                            | 24.0 (75.2)                                                            | 23.2 (73.8)                                                            | 22.8 (73.0)                                                            | 24.1 (75.4)                                                            |
| Thấp kỉ lục °C (°F)                                                    | 16.4 (61.5)                                                            | 18.8 (65.8)                                                            | 17.7 (63.9)                                                            | 21.2 (70.2)                                                            | 20.5 (68.9)                                                            | 21.4 (70.5)                                                            | 21.4 (70.5)                                                            | 21.6 (70.9)                                                            | 21.2 (70.2)                                                            | 21.0 (69.8)                                                            | 18.6 (65.5)                                                            | 18.1 (64.6)                                                            | 16.4 (61.5)                                                            |
| Lượng Giáng thủy trung bình mm (inches)                                | 58.2 (2.29)                                                            | 72.7 (2.86)                                                            | 128.0 (5.04)                                                           | 245.6 (9.67)                                                           | 392.4 (15.45)                                                          | 184.9 (7.28)                                                           | 121.9 (4.80)                                                           | 119.5 (4.70)                                                           | 245.4 (9.66)                                                           | 365.4 (14.39)                                                          | 414.4 (16.31)                                                          | 175.3 (6.90)                                                           | 2.523,7 (99.35)                                                        |
| Số ngày giáng thủy trung bình                                          | 5                                                                      | 5                                                                      | 9                                                                      | 14                                                                     | 16                                                                     | 16                                                                     | 12                                                                     | 11                                                                     | 15                                                                     | 17                                                                     | 15                                                                     | 10                                                                     | 145                                                                    |
| Độ ẩm tương đối trung bình (%) (at Daytime)                            | 69                                                                     | 69                                                                     | 71                                                                     | 75                                                                     | 78                                                                     | 79                                                                     | 78                                                                     | 77                                                                     | 78                                                                     | 78                                                                     | 76                                                                     | 73                                                                     | 75                                                                     |
| Số giờ nắng trung bình tháng                                           | 248.0                                                                  | 246.4                                                                  | 275.9                                                                  | 234.0                                                                  | 201.5                                                                  | 195.0                                                                  | 201.5                                                                  | 201.5                                                                  | 189.0                                                                  | 201.5                                                                  | 210.0                                                                  | 217.0                                                                  | 2.621,3                                                                |
| Nguồn 1: NOAA Tổ chức Khí tượng Thế giới (precipitation only)          |                                                                        |                                                                        |                                                                        |                                                                        |                                                                        |                                                                        |                                                                        |                                                                        |                                                                        |                                                                        |                                                                        |                                                                        |                                                                        |
| Nguồn 2: Deutscher Wetterdienst (extremes)                             |                                                                        |                                                                        |                                                                        |                                                                        |                                                                        |                                                                        |                                                                        |                                                                        |                                                                        |                                                                        |                                                                        |                                                                        |                                                                        |

## Nhân khẩu
Colombo là một thành phố đa văn hoá đa sắc tộc. Dân số của Colombo là sự kết hợp của nhiều nhóm sắc tộc, chủ yếu là Sinhalese, Tamil Sri Lanka, Sri Lanka và Moor. Ngoài ra còn có những cộng đồng nhỏ của những người Hoa, Bồ Đào Nha Burgher, Burger Hà Lan, Mã Lai, và nguồn gốc Ấn Độ sống trong thành phố, cũng như nhiều người nước ngoài ở Châu Âu. Colombo là thành phố đông dân nhất ở Sri Lanka, với 642,163 người sống trong phạm vi thành phố. Năm 1866 thành phố có dân số khoảng 80.000 người. Theo điều tra dân số năm 2001, nhân khẩu học của đô thị Colombo theo tôn giáo và dân tộc là như sau.
Tôn giáo tại Colombo (2012)
Sắc tộc tại Colombo (2012)

## Kinh tế

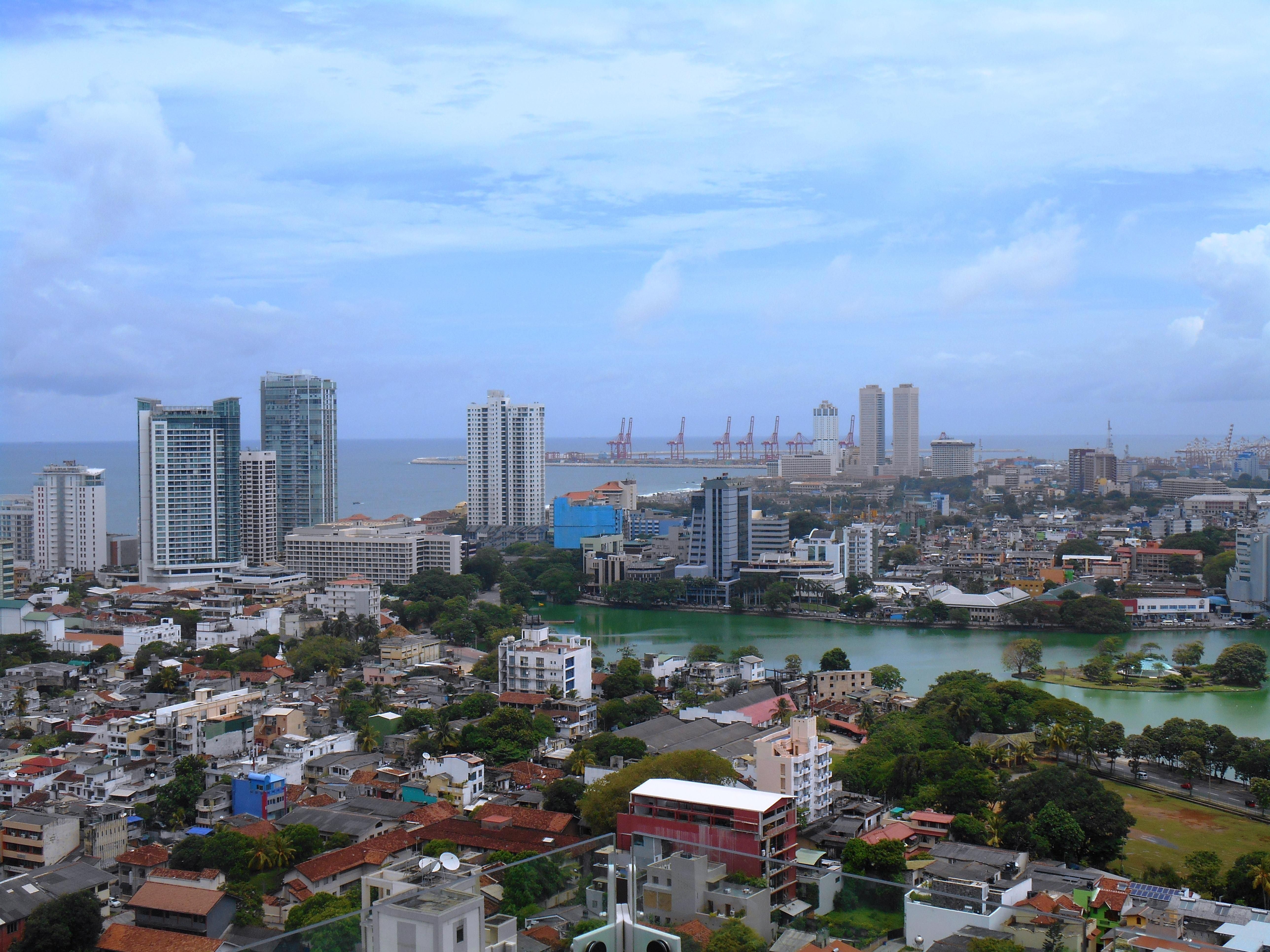
Thành phố Colombo là trung tâm hoạt động kinh tế của Sri Lanka.

Phần lớn các tập đoàn Sri Lanka có trụ sở chính tại Colombo bao gồm Aitken Spence, Tập đoàn Ceylinco, nhóm công ty Stassen, John Keells Holdings, Cargills, Hemas Holdings và Akbar Brothers. Một số ngành công nghiệp bao gồm hóa chất, dệt may, thủy tinh, xi măng, đồ da, đồ nội thất và đồ trang sức. Ở trung tâm thành phố là Trung tâm Thương mại Thế giới. Khu phức hợp Tháp đôi cao 40 tầng là trung tâm của các cơ sở thương mại quan trọng, thuộc quận Fort, trung tâm thần kinh của thành phố. Ngay bên ngoài khu vực Pháo đài là Pettah có nguồn gốc từ tiếng Sinhala pita có nghĩa là ra ngoài hoặc bên ngoài.

## Kiến trúc

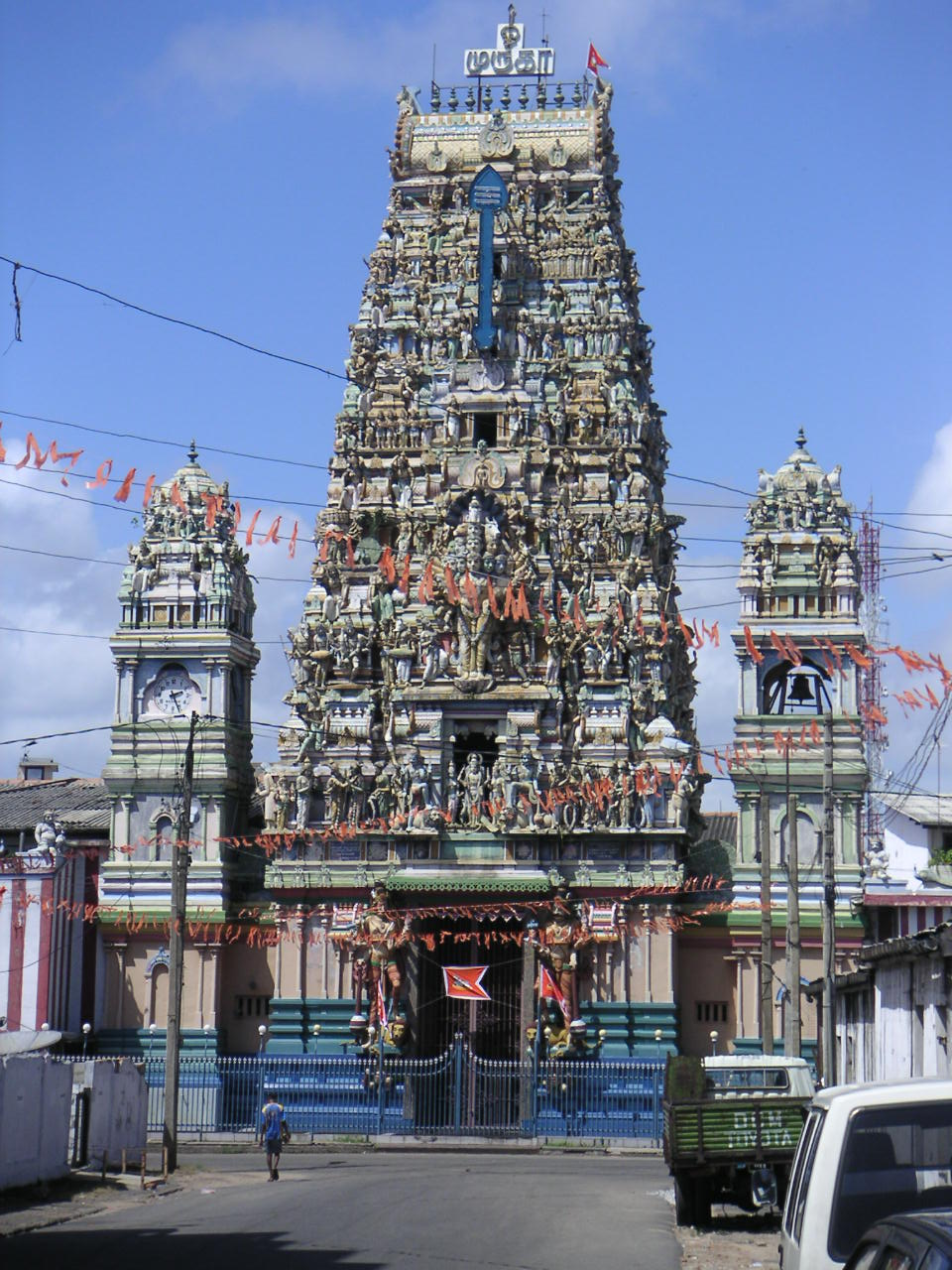
Đền thờ Hindu Murugan tại khu vực đảo Slave.

Colombo có kiến trúc vô cùng khác biệt kéo dài hàng thế kỷ và mô tả nhiều phong cách. Thuộc địa các tòa nhà chịu ảnh hưởng của Bồ Đào Nha, Hà Lan và Anh tồn tại cùng với các công trình được xây dựng ở Phật giáo, Ấn Độ giáo, Hồi giáo, Ấn Độ và Đương đại. Không có nơi nào khác thể hiện điều này rõ ràng hơn trong khu vực Pháo đài. Ở đây người ta có thể tìm thấy những tòa nhà chọc trời cao chót vót cũng như những tòa nhà lịch sử có từ những năm 1700.

### Pháo đài Colombo
Người Bồ Đào Nha là những người thực dân đầu tiên đến định cư ở Colombo. Thành lập một trạm buôn bán nhỏ, họ đã đặt nền móng cho một pháo đài nhỏ mà trong thời gian đó đã trở thành pháo đài thuộc địa lớn nhất trên đảo. Người Hà Lan đã mở rộng pháo đài, do đó tạo ra một bến cảng kiên cố lâu đời. Điều này thuộc quyền sở hữu của người Anh vào cuối những năm 1700, và đến cuối thế kỷ 19, không thấy có mối đe dọa nào đối với Cảng Colombo, bắt đầu phá bỏ các thành lũy để mở đường cho sự phát triển của thành phố. Mặc dù bây giờ không còn lại gì của các công sự, khu vực từng là pháo đài vẫn được gọi là Pháo đài. Khu vực bên ngoài là Pettah, Sri Lanka hoặc පිටකොටුව Pitakotuwa trong tiếng Sinhala có nghĩa là pháo đài bên ngoài.

### Các toà nhà thời Anh
Phần lớn các tòa nhà cũ của khu vực pháo đài và ở các khu vực khác của thành phố có từ thời Anh; chúng bao gồm các tòa nhà chính phủ, thương mại và nhà riêng. Một số tòa nhà chính phủ đáng chú ý theo kiến trúc thuộc địa Anh bao gồm tòa nhà Quốc hội cũ, nay là Văn phòng Phủ Tổng thống; Tòa nhà Cộng hòa, nơi đặt Bộ ngoại giao nhưng từng là nơi đặt hội đồng Lập pháp Ceylon; Tòa nhà Tổng kho bạc; Bưu điện Tổng hợp cũ một tòa nhà theo phong cách Edwardian đối diện với Nhà Tổng thống; Văn phòng Thủ tướng Chính phủ; Văn phòng Điện báo Trung ươn; và Khoa Toán của Đại học Colombo (chính thức là Đại học Hoàng gia, Colombo).

## Thành phố kết nghĩa
- Sankt-Peterburg, Nga (1997)
- Thượng Hải, Trung Quốc (2003)
- Leeds, Anh